# Erik Buyst
Erik Buyst (2 juli 1960) is een Belgisch historicus en econoom en gewoon hoogleraar economische geschiedenis aan de Faculteit Economie en Bedrijfswetenschappen van de KU Leuven. Tot zijn onderzoeksdomeinen behoren de economische geschiedenis, bedrijfsgeschiedenis en de evolutie van huisvesting.
Buyst behaalde zijn bachelorgraad geschiedenis aan de KU Leuven, bekwam een master diploma economie van Northwestern University en promoveerde tot doctor in de geschiedenis in Leuven met een thesis getiteld "Huizenbouw en economische ontwikkeling. Reconstructie en analyse van de bruto binnenlandse kapitaalvorming in woongebouwen in België tussen 1890 en 1960".
Hij werkte van 1989 tot 1993 als senior economist aan de Kredietbank alvorens in 1993 over te stappen naar de academische wereld en aan zijn alma mater de trappen te doorlopen van assistent tot gewoon hoogleraar economie en economische geschiedenis. Hij is sinds 1999 ook als onderzoeksadviseur verbonden aan de universiteit van Lissabon.
Van 1998 tot 2007 was hij voor de Europese Commissie een adviseur voor het European Credit Transfer System (ECTS). Sinds 2002 is hij lid van het wetenschappelijk comité van het Instituut voor de Nationale Rekeningen. Van 2006 tot 2011 was hij voor het European Science Foundation ook lid van de stuurgroep voor het onderzoeksnetwerk Globalizing Europe Economic History Network. Buyst is sinds 2004 ook coördinator van het steunpunt Wonen (voorheen Ruimte en Wonen) van de Vlaamse Overheid.
Bij een breder publiek is Buyst bekend als co-auteur samen met Ginette Kurgan van het referentiewerk 100 grote bedrijfsleiders van de 20ste eeuw in België, ook in het Frans uitgegeven als 100 grands patrons du XXe siècle en Belgique. Ook verscheen in 1999 een boek samen geschreven met Geert Noels, toen nog journalist Johan Van Overtveldt en Daan Killemaes Crash of boom? De wereldeconomie op het einde van het millennium.
Buyst is auteur van vele monografieën over Belgische industriële bedrijven en banken, en publiceerde veelvuldig in onder meer Journal of Economic History, Review of Income and Wealth en de Review of World Economics.
- Bibliothèque nationale de France: cb161863363 (data)
- CiNii: DA19731533
- Gemeinsame Normdatei: 170125262
- International Standard Name Identifier: 0000 0001 0913 349X
- Library of Congress Control Number: no93029937
- Nationale Bibliotheek van Israël: 987007371733405171
- Nederlandse Thesaurus van Auteursnamen: 086666975
- Système universitaire de documentation: 05162236X
- Virtual International Authority File: 70963291
- WorldCat: E39PBJr7QFxVVvxmXMfBdXmGHC